# Артіль сільськогосподарська в УСРР
Сільськогосподарські артілі почали масово виникати в УСРР наприкінці 1917 — на початку 1918 року та особливо упродовж 1920-х рр. 7 червня 1924 Народний комісаріат землеробства УСРР зареєстрував «Типовий статут трудової сільськогосподарської артілі». Сільськогосподарська артіль мала права юридичної особи. Упродовж 1922—29 сільськогосподарська артіль належала до системи сільськогосподарської кооперації. Наприкінці 1927 року в УСРР із 6316 колективних господарств 2180 були артілями. На початку 1930 року така форма колективного господарства визнана основною. Її організаційно-господарські принципи викладені у «Зразковому статуті сільськогосподарської артілі» від 1 березня 1930. Згідно зі статутом, усі землі членів артілі «зливалися в єдиний земельний клин», а вся земля (крім городів та садів), робоча й товарно-продуктивна худоба, реманент, насіннєві запаси, фуражні фонди для утримання худоби усуспільнювалися. В особистому господарстві членів артілі залишалися лише одна корова, дрібна худоба та присадибна ділянка (від 0,25 до 0,50 га). Статут сільськогосподарської артілі 17 лютого 1935 визнав її землі «загальнонародною державною власністю».